# Llewellyn Herbert
Llewellyn Herbert (* 21. Juli 1977 in Bethal, Mpumalanga) ist ein südafrikanischer Hürdenläufer, dessen Spezialdisziplin die 400-Meter-Strecke ist.
Schon als 19-Jähriger nahm er an den Olympischen Spielen 1996 in Atlanta teil, scheiterte jedoch im Vorlauf. Kurz darauf wurde er Vizeweltmeister bei den Junioren, und im Jahr darauf holte er die Silbermedaille bei den Weltmeisterschaften in Athen und die Goldmedaille bei der Universiade. 
Bei den Olympischen Spielen 2000 in Sydney gewann er die Bronzemedaille hinter Angelo Taylor (USA) und Hadi Soua’an al-Somaily (KSA).
2002 und 2004 wurde er Afrikameister, bei den Weltmeisterschaften 2003 in Paris wurde er, auf Medaillenplatz liegend, wegen eines Sturzes bei der letzten Hürde Achter.
Herbert hatte die Angewohnheit bei der Vorstellung der Athleten unmittelbar vor dem Start mit dem Rücken zur Laufrichtung und seinem Startblock zu stehen.